# Severance (Fernsehserie)
Severance ist eine US-amerikanische Science-Fiction-Thriller-Fernsehserie. Die Erstveröffentlichung war am 18. Februar 2022 auf Apple TV+. Serienschöpfer ist Dan Erickson, produziert wird sie von Ben Stiller, der u. a. neben Aoife McArdle und Uta Briesewitz Regie führte.
Am 8. April 2022 gab Apple bekannt, dass die Serie um eine zweite Staffel verlängert wird. Diese startete am 17. Januar 2025.
Die Verlängerung um eine dritte Staffel wurde am 21. März 2025 bekannt gegeben.
Die Titelsequenz in der ersten und zweiten Staffel stammt vom deutsch-amerikanischen Künstler Oliver Latta (alias Extraweg), der bereits u. a. Videos für die Tour der Band Gorillaz produziert hat. Das Intro erhielt 2022 einen Primetime-Emmy in der Kategorie „Herausragendes Titeldesign“.

## Handlung
Nach dem Tod seiner Frau fängt der ehemalige College-Professor für Geschichte Mark Scout bei einer Firma in der fiktiven Stadt Kier, PE zu arbeiten an. Bei Lumon Industries wird ihm durch einen chirurgischen Eingriff im Gehirn ein Chip implantiert. Dieser ist verantwortlich für das Severance-Programm, das die Erinnerungen der Mitarbeiter an ihre Arbeit von den Erinnerungen an ihr Privatleben trennt. Dies bedeutet, dass das Arbeits-Ich („Innie“) keinerlei Wissen oder Erinnerungen über das Freizeit-Ich („Outie“) hat. Der Wechsel zwischen den beiden Ichs erfolgt im Fahrstuhl, den man im Gebäude auf dem Weg zur und von der Arbeit nehmen muss. Das Severence-Programm hilft Mark anfangs bei der Bewältigung seiner Trauer, auch wenn er sich zunehmend fragt, was sein Arbeits-Ich, genannt „Innie“, täglich macht. Es ist jedoch nicht möglich, Informationen aus der Firma heraus oder in die Firma hinein zu bringen, da eine nicht näher erläuterte technische Einrichtung im Eingangsbereich sämtliche Aufzeichnungen erkennt – auch z. B. Notizen oder Zeichen auf der Haut sind nicht möglich.
Die Arbeitsumgebung der „Innies“ ist eine riesige „Büroetage“, die aus sterilen weißen Gängen besteht. Die Büros sind unregelmäßig verteilt und nur teilweise und dann oft kryptisch beschriftet. Es gibt auch Gänge und Aufzüge, die über Codekarten benutzt werden können und nicht jedem zugänglich sind. Die Bewusstseinstrennung durch das Severence-Programm führt auch dazu, dass für die „Innies“ die Arbeit quasi nie endet, denn beim Verlassen des Gebäudes wechselt ihr Bewusstsein zum „Outie“, an den sie jedoch keine Erinnerung haben, und deshalb beginnt ihr nächster Arbeitstag „sofort“.
Marks Innie (Mark S.) versucht währenddessen, seine neue Kollegin Helly R. einzuarbeiten, die Marks besten Bürofreund Petey ersetzen soll. Von Anfang an versucht Helly, ihr äußeres Ich von der Kündigung zu überzeugen, doch trotz eines Suizidversuchs wird sie weiter zum Arbeiten gezwungen, mit dem Hinweis, ihr „Outie“ habe die Entscheidungen zu treffen. Zugleich übernimmt Mark die Leitung der Abteilung „Macrodata Refinement“, deren Sinn sich niemandem erschließt. Da eine neue Kollegin in der Abteilung angekommen ist, wird durch den Vorgesetzten Mr. Milchick ein aktualisiertes Foto der vier Kollegen aufgenommen. Als Mark S. die Fotos in den Rahmen austauscht, fällt hinter dem Foto von Petey ein Notizzettel heraus, auf dem dieser eine Wegbeschreibung durch das Labyrinth der Gänge festgehalten hat. Mark S. versteckt den Zettel zunächst in seinem Schreibtisch. Die Wegbeschreibung führt offenbar zu einem mysteriösen schwarzen Gang.
Außerhalb des Unternehmens nimmt Petey Kontakt mit dem Outie Mark Scout auf. Ihm ist es gelungen, seine Identitäten zu vereinen, also seine Innie- und Outie-Person zu „reintegrieren“. Bevor er an den Folgen des Eingriffes stirbt, erzählt er Mark von den Arbeitsbedingungen: Um die Arbeiter in der tristen Umgebung zu kontrollieren, wird auch Weiße Folter eingesetzt. Marks Innie gerät während der Arbeit zugleich durch Zufall an ein Coaching-Buch seines Schwagers, das eigentlich für seinen Outie bestimmt war. Das erweckt in ihm den Wunsch, auch eine andere Welt kennenzulernen. Er beginnt, sich während der Arbeitszeit gegen die Regeln seines Arbeitgebers aufzulehnen.
Nach Hellys Suizidversuch wird ihr Ms. Casey, eine Betriebstherapeutin, zur Verfügung gestellt. Zugleich erkundet Irving die Abteilungen und lernt Burt, einen Abteilungsleiter und Beauftragten für Kunst im Betrieb, kennen (im Original Leiter der Abteilung Optics and Design). Irving ist begeistert von der Kunst und verliebt sich in Burt. Burt wird kurz darauf pensioniert. Sein Innie-Gedächtnis wird für immer eingefroren, was für Irving einer Hinrichtung gleichkommt.
Aufgrund eines Zwischenfalls weckt Mr. Milchick, der stellvertretende Leiter der gesamten Etage und damit Vorgesetzter von Mark, dessen Kollegen Dylan nach Schichtende im Zuhause seines Outies auf. Dadurch erfährt Dylan sowohl von der Möglichkeit des „Überstunden-Modus“ (im Original Overtime Contingency) als auch davon, dass er einen Sohn hat. Zurück auf der Arbeit, möchte Dylans Innie nichts mehr, als diesen Sohn wiederzusehen.
Durch Peteys Handy erreicht Marks Outie eine abtrünnige Lumon-Mitarbeiterin, die Mark eine Schlüsselkarte besorgt, die an dessen Innie übergeben wird. Mit ihr schafft es Dylan, eine Nacht in der Lumon-Zentrale zu verbringen und für die anderen drei Kollegen den „Überstunden-Modus“ zu aktivieren. Mark erzählt seiner Schwester von den Arbeitsbedingungen, wird jedoch von seiner Nachbarin und Chefin Ms. Cobel als Innie erkannt. Helly ist auf einer Gala von Lumon und stellt dort fest, dass ihr Outie Helena Eagan ist, die Tochter des Firmenvorstandes und künftige Erbin des Unternehmens. Ihr Outie soll dort die Vorzüge von Severance erklären, da aber ihr Innie gerade die Kontrolle über ihren Körper hat, verkündet sie vor der geladenen Gesellschaft des Empfangs aber das Gegenteil. Irving, der in der Freizeit Maler ist, fährt zu Burts Haus und sieht, dass er mit einem anderen Mann zusammenlebt.
Entsetzt sieht Mark auf einem Bild seiner Familie, dass die Person, die auf der Arbeit Ms. Casey genannt wird, seine angeblich verstorbene Ehefrau Gemma ist. Kurz nachdem er das seiner Schwester zuruft, entdeckt Milchick Dylan und beendet den „Überstunden-Modus“.

## Besetzung und Synchronisation
Die Synchronisation wird bei FFS Film- & Fernseh-Synchron in München produziert. Für Dialogbuch und -regie sind Johannes Keller (Staffel 1) und Heiko Feld (Staffel 2) verantwortlich.

### Hauptdarsteller
| Rolle                       | Schauspieler       | Synchronsprecher                                   |
| --------------------------- | ------------------ | -------------------------------------------------- |
| Mark Scout                  | Adam Scott         | Julian Manuel                                      |
| Dylan George                | Zach Cherry        | Pirmin Sedlmeir                                    |
| Helly Riggs                 | Britt Lower        | Eva-Maria Reichert                                 |
| Seth Milchick               | Tramell Tillman    | René Oltmanns                                      |
| Devon Scout-Hale            | Jen Tullock        | Angela Wiederhut                                   |
| Ms. Casey                   | Dichen Lachman     | Katharina Friedl (1.02) Leoni Beckenbach (ab 1.04) |
| Ricken Hale                 | Michael Chernus    | Paul Sedlmeir                                      |
| Irving Bailiff              | John Turturro      | Stefan Fredrich                                    |
| Burt Goodman                | Christopher Walken | Bodo Wolf (Staffel 1) Walter von Hauff (Staffel 2) |
| Harmony Cobel / Mrs. Selvig | Patricia Arquette  | Ulrike Stürzbecher                                 |
| Miss Huang                  | Sarah Bock         | Alina Abgarjan                                     |

### Nebendarsteller
| Rolle                | Schauspieler          | Synchronsprecher    |
| -------------------- | --------------------- | ------------------- |
| Peter „Petey“ Kilmer | Yul Vazquez           | Thomas M. Meinhardt |
| Doug Graner          | Michael Cumpsty       | Gerhard Jilka       |
| Alexa                | Nikki M. James        | Anke Kortemeier     |
| Natalie Kalen        | Sydney Cole Alexander | Judith Peres        |
| Gabby Arteta         | Nora Dale             | Ulla Wagener        |
| Judd                 | Mark Kenneth Smaltz   | Daniel Pietzuch     |
| Patton               | Donald Webber Jr.     | Ole Pfennig         |
| Danise               | Annie McNamara        | Melanie Manstein    |
| Felicia              | Claudia Robinson      | Marion Hartmann     |
| Asal Reghabi         | Karen Aldridge        | Kathrin Gaube       |
| Jame Eagan           | Michael Siberry       | Erich Ludwig        |
| Mr. Drummond         | Ólafur Darri Ólafsson | Christian Jungwirth |
| Gretchen George      | Merritt Wever         | Laura Maire         |
| Dr. Mauer            | Robby Benson          | Frank Schaff        |

## Episodenliste

### Staffel 1
| Nr. (ges.) | Nr. (St.) | Deutscher Titel                                       | Originaltitel                           | Erstveröffentlichung USA | Deutschsprachige Erstveröffentlichung (D/A/CH) | Regie         | Drehbuch           |
| ---------- | --------- | ----------------------------------------------------- | --------------------------------------- | ------------------------ | ---------------------------------------------- | ------------- | ------------------ |
| 1          | 1         | Fünf Fragen                                           | Good News About Hell                    | 18. Feb. 2022            | 18. Feb. 2022                                  | Ben Stiller   | Dan Erickson       |
| 2          | 2         | Der Pausenraum                                        | Half Loop                               | 18. Feb. 2022            | 18. Feb. 2022                                  | Ben Stiller   | Dan Erickson       |
| 3          | 3         | Im Flügel der Ewigkeit                                | In Perpetuity                           | 25. Feb. 2022            | 25. Feb. 2022                                  | Ben Stiller   | Andrew Colville    |
| 4          | 4         | Das Du, das du bist                                   | The You You Are                         | 4. März 2022             | 4. März 2022                                   | Aoife McArdle | Kari Drake         |
| 5          | 5         | Die abstoßende Unmenschlichkeit von Optics and Design | The Grim Barbarity of Optics and Design | 11. März 2022            | 11. März 2022                                  | Aoife McArdle | Anna Ouyang Moench |
| 6          | 6         | Versteckspiele                                        | Hide and Seek                           | 18. März 2022            | 18. März 2022                                  | Aoife McArdle | Amanda Overton     |
| 7          | 7         | Trotziger Jazz                                        | Defiant Jazz                            | 25. März 2022            | 25. März 2022                                  | Ben Stiller   | Helen Leigh        |
| 8          | 8         | Was gibt’s zum Abendessen?                            | What’s for Dinner?                      | 1. Apr. 2022             | 1. Apr. 2022                                   | Ben Stiller   | Chris Black        |
| 9          | 9         | Das Wir, das wir sind                                 | The We We Are                           | 8. Apr. 2022             | 8. Apr. 2022                                   | Ben Stiller   | Dan Erickson       |

### Staffel 2
| Nr. (ges.) | Nr. (St.) | Deutscher Titel        | Originaltitel        | Erstveröffentlichung USA | Deutschsprachige Erstveröffentlichung (D/A/CH) | Regie             | Drehbuch                     |
| ---------- | --------- | ---------------------- | -------------------- | ------------------------ | ---------------------------------------------- | ----------------- | ---------------------------- |
| 10         | 1         | Radikale Veränderungen | Hello, Ms. Cobel     | 16. Jan. 2025            | 16. Jan. 2025                                  | Ben Stiller       | Dan Erickson                 |
| 11         | 2         | Was ist mit Gemma?     | Goodbye, Mrs. Selvig | 24. Jan. 2025            | 24. Jan. 2025                                  | Sam Donovan       | Mohamad El Masri             |
| 12         | 3         | Fünf Fragen – Wieder?  | Who Is Alive?        | 31. Jan. 2025            | 31. Jan. 2025                                  | Ben Stiller       | Wei-Ning Yu                  |
| 13         | 4         | Die Senke des Kummers  | Woe’s Hollow         | 7. Feb. 2025             | 7. Feb. 2025                                   | Ben Stiller       | Anna Ouyang Moench           |
| 14         | 5         | Das trojanische Pferd  | Trojan’s Horse       | 14. Feb. 2025            | 14. Feb. 2025                                  | Sam Donovan       | Megan Ritchie                |
| 15         | 6         | Attila                 | Attila               | 21. Feb. 2025            | 21. Feb. 2025                                  | Uta Briesewitz    | Erin Wagoner                 |
| 16         | 7         | Chikhai Bardo          | Chikhai Bardo        | 28. Feb. 2025            | 28. Feb. 2025                                  | Jessica Lee Gagné | Dan Erickson & Mark Friedman |
| 17         | 8         | Alte Dämonen           | Sweet Vitriol        | 7. März 2025             | 7. März 2025                                   | Ben Stiller       | Adam Countee & K. C. Perry   |
| 18         | 9         | Nach Feierabend        | The After Hours      | 14. März 2025            | 14. März 2025                                  | Uta Briesewitz    | Dan Erickson                 |
| 19         | 10        | Cold Harbor            | Cold Harbor          | 21. März 2025            | 21. März 2025                                  | Ben Stiller       | Dan Erickson                 |

## Rezeption
Kevin Hanschke ordnet Severance in der Frankfurter Allgemeinen Zeitung zwischen Science-Fiction und religiösem Horrorthriller ein. Es geht nach seiner Analyse um die Frage, ob Technik zu einem menschlich gesunden Verhältnis von Arbeit und Privatleben beitragen kann. Stiller und McArdle würden zeigen, „wie in einer Welt der absoluten Effizienz die menschliche Nähe das Element ist, das Revolutionen auslösen kann.“ Severance sei eine faszinierende Dystopie, die in Zeiten von Work-Life-Balance, Wellness, Sport und gesunder Ernährung wichtige Fragen zum Wert der Arbeit aufwerfe. Ronny Rüsch von n-tv sieht als die zentrale Frage, die durch den Showrunner und die Regisseure aufgeworfen wird, die Definition von Arbeit in der modernen Welt. Zwischen reinem Lebensunterhalt und Sinngebung für Gesellschaft und Individuum hin- und hergerissen, hinterfrage die Serie den Umgang mit dem Berufsleben.